# Eulinognathus cardiocranius
Eulinognathus cardiocranius är en insektsart som beskrevs av Chin 1992. Eulinognathus cardiocranius ingår i släktet Eulinognathus och familjen ledlöss. Inga underarter finns listade i Catalogue of Life.